# Liste der Baudenkmäler in Lauter (Oberfranken)
Auf dieser Seite sind die Baudenkmäler in der oberfränkischen Gemeinde Lauter zusammengestellt. Diese Tabelle ist eine Teilliste der Liste der Baudenkmäler in Bayern. Grundlage ist die Bayerische Denkmalliste, die auf Basis des Bayerischen Denkmalschutzgesetzes vom 1. Oktober 1973 erstmals erstellt wurde und seither durch das Bayerische Landesamt für Denkmalpflege geführt wird. Die folgenden Angaben ersetzen nicht die rechtsverbindliche Auskunft der Denkmalschutzbehörde.
 Die Liste gibt den Fortschreibungsstand vom 23. Januar 2023 wieder und enthält 17 Baudenkmäler.

## Baudenkmäler nach Ortsteilen

### Appendorf
| Lage                           | Objekt   | Beschreibung | Akten-Nr.     | Bild     |
| ------------------------------ | -------- | --- | ------------- | -------- |
| Baunacher Straße 33 (Standort) | Kruzifix | Sandstein, bezeichnet 1882, renoviert 1933, wohl von Martin Fröhlich; östlich von Appendorf an der Staatsstraße 2277 | D-4-71-152-19 | Kruzifix |

### Deusdorf
| Lage                                                        | Objekt                                | Beschreibung | Akten-Nr.     | Bild              |
| ----------------------------------------------------------- | ------------------------------------- | --- | ------------- | ----------------- |
| Am Hofberg; 300 m südlich des Ortes; neben Nr. 2 (Standort) | Kreuzigungsgruppe                     | Sandstein, neugotisch, Ende 19. Jahrhundert                                                                                 | D-4-71-152-10 | Kreuzigungsgruppe |
| Am Kirchberg 1 (Standort)                                   | Katholische Filialkirche Mariä Geburt | Satteldachbau mit großem Giebelreiter, eingezogener Chor mit 5/8-Schluss, Sakristeianbau, neugotisch, 1877; mit Ausstattung | D-4-71-152-6  | weitere Bilder    |
| Deusdorfer Mühle 1 (Standort)                               | Deusdorfer Mühle: Hauptgebäude        | Zweigeschossig, mit Mezzanin und flachem Satteldach, massiv und verputzt, bezeichnet „1839“                                 | D-4-71-152-9  | weitere Bilder    |
| Deusdorfer Mühle 1 (Standort)                               | Deusdorfer Mühle: Mühlkanal           | Wasserzuleitung und gewölbter Ableitungskanal                                                                               | D-4-71-152-9  | weitere Bilder    |
| Deusdorfer Mühle 1 (Standort)                               | Deusdorfer Mühle: Stadel              | Sandsteinquader/Fachwerk, Satteldach, 18./19. Jahrhundert                                                                   | D-4-71-152-9  | weitere Bilder    |
| Deusdorfer Mühle 1 (Standort)                               | Deusdorfer Mühle: Remise              | Sandsteinquader/Fachwerk, Satteldach, 18./19. Jahrhundert                                                                   | D-4-71-152-9  | BW                |
| Kellerstraße 4 (Standort)                                   | Ehemalige Schule                      | Jetzt Bauernhaus, zweigeschossiger Walmdachbau, Sandsteinquader, Mitte 19. Jahrhundert                                      | D-4-71-152-7  | Ehemalige Schule  |
| Kellerstraße 7 (Standort)                                   | Bauernhaus                            | Eingeschossiger Satteldachbau, Giebel Fachwerk, zweite Hälfte 17. Jahrhundert                                               | D-4-71-152-12 | weitere Bilder    |
| Leppelsdorfer Straße 14 (Standort)                          | Großbauernhaus                        | Zweigeschossiger Satteldachbau, Sandsteingliederung, bezeichnet „1836“                                                      | D-4-71-152-11 | weitere Bilder    |

### Krappenhof
| Lage                  | Objekt      | Beschreibung                                 | Akten-Nr.     | Bild        |
| --------------------- | ----------- | -------------------------------------------- | ------------- | ----------- |
| Kapellfeld (Standort) | Feldkapelle | Massivbau mit Walmdach, Ende 18. Jahrhundert | D-4-71-152-13 | Feldkapelle |

### Lauter
| Lage                                                                                   | Objekt                                 | Beschreibung | Akten-Nr.     | Bild                                  |
| -------------------------------------------------------------------------------------- | -------------------------------------- | --- | ------------- | ------------------------------------- |
| Heiligenholz, nordöstlich des Ortes an der Gemarkungsgrenze im Heiligenholz (Standort) | Bildstock, sogenannte Laurenzi-Marter  | Sandstein, viereckig, Aufsatz mit Bildnische und Giebelbedachung, bekrönendes Steinkreuz, bezeichnet „1859“ | D-4-71-152-18 | Bildstock, sogenannte Laurenzi-Marter |
| Kirchstraße 6 (Standort)                                                               | Ehemaliges Gasthaus Stern              | Zweigeschossiger Halbwalmdachbau, verputzt, Mitte 19. Jahrhundert, zweigeschossiger Anbau mit Walmdach, um 1870, große Sandstein-Wappentafel, bezeichnet „1701“                                                    | D-4-71-152-2  | weitere Bilder                        |
| Kirchstraße 6 (Standort)                                                               | Wappentafel                            | Große Sandstein-Wappentafel, bezeichnet „1701“ | D-4-71-152-2  | weitere Bilder                        |
| Nähe Hauptstraße (Standort)                                                            | Gartenpavillon                         | Holzkonstruktion mit Ziegeln, Zeltdach, neugotisch, um 1890 | D-4-71-152-20 | Gartenpavillon                        |
| Nähe Lange Straße (Standort)                                                           | Kruzifix                               | Sandstein, um 1880/90 bezeichnet „Fröhlich“, wohl von Martin Fröhlich; auf dem Friedhof Lauter | D-4-71-152-17 | weitere Bilder                        |
| Nähe Schulstraße (Standort)                                                            | Kruzifix                               | Sandstein, 19. Jahrhundert wohl von Martin Fröhlich | D-4-71-152-4  | Kruzifix                              |
| Nähe Schulstraße (Standort)                                                            | Feldkapelle                            | Massiver Satteldachbau, neugotisch, um 1880/90 | D-4-71-152-5  | Feldkapelle                           |
| Schulstraße 7 (Standort)                                                               | Katholische Pfarrkirche St. Laurentius | Verputzter Saalbau mit Satteldach und Fassadenturm mit spitzer Haube, eingezogener Chor mit 5/8-Schluss und Sakristeianbau von Christian Weyrauther, 1768, 1961–64 Langhaus nach Süden verlängert, mit Ausstattung | D-4-71-152-3  | weitere Bilder                        |

### Leppelsdorf
| Lage                             | Objekt              | Beschreibung | Akten-Nr.     | Bild                |
| -------------------------------- | ------------------- | --- | ------------- | ------------------- |
| Brückenstraße 2 (Standort)       | Wohnstallhaus       | Zweigeschossiger Sandsteinquaderbau mit Satteldach, bezeichnet „1923“                                                                                  | D-4-71-152-14 | weitere Bilder      |
| Krappenhofer Straße 1 (Standort) | Katholische Kapelle | Satteldachbau, Sakristeianbau, bezeichnet „1968“, Fassadenturm, bezeichnet „1992“; mit historischer Ausstattung und Schlussstein bezeichnet „SVH/1772“ | D-4-71-152-15 | Katholische Kapelle |

## Ehemalige Baudenkmäler nach Ortsteilen

### Deusdorf
| Lage                      | Objekt          | Beschreibung                                                         | Akten-Nr.    | Bild |
| ------------------------- | --------------- | -------------------------------------------------------------------- | ------------ | ---- |
| Am Kirchberg 3 (Standort) | Kleinbauernhaus | Wohnteil mit Halbwalmdach, 1844; Stall und Scheune versetzt angebaut | D-4-71-152-8 | BW   |

### Leppelsdorf
| Lage                           | Objekt                    | Beschreibung                            | Akten-Nr.     | Bild |
| ------------------------------ | ------------------------- | --------------------------------------- | ------------- | ---- |
| Deusdorfer Straße 8 (Standort) | Ehemaliges Gasthaus Linde | Verputzt/Fachwerk, Ende 19. Jahrhundert | D-4-71-152-16 | BW   |